# 1937年のスポーツ

## できごと
- 5月26日 - 大相撲の双葉山定次、横綱免許
- 7月3日 - 慶大と法大で日本初の大学対抗フェンシング試合を開催（日本青年館）
- 7月23日 - 明大八幡山運動場開設
- 9月11日 - 後楽園球場、完成
- 11月20日～22日 - 第1回プロ野球オールスター東西対抗試合開催

## 総合競技大会
- 第5回国際学生冬季競技大会（オーストリア・ツェール・アム・ゼー・2月2日～10日）
- 第8回国際学生競技大会（フランス・パリ・8月21日～29日）

- 第9回明治神宮体育大会（夏季 - 9月23日～26日、秋季 - 10月28日～11月3日）

## アイスホッケー
- スタンレーカップ決勝（1936-1937シーズン）
デトロイト・レッドウィングス （3勝2敗） ニューヨーク・レンジャース

## アメリカンフットボール
- NFLチャンピオンシップゲーム（12月12日）
ワシントン・レッドスキンズ（東地区） 28-21 シカゴ・ベアーズ（西地区）

## 大相撲
できごと
- 夏場所から本場所の開催日数が増えて、13日制となった。
- 12月21日、天竜たちの率いる関西相撲協会が解散を決める。所属力士たちの中には、日本相撲協会に帰参するものもいたが、天竜・山錦たちのように、帰参せずに相撲の世界から離れるものもいた。

幕内最高優勝
- 春（1月15日初日、両国国技館）:東大関　双葉山定次（11戦全勝）
- 夏（5月7日初日、両国国技館）:東大関　双葉山定次（13戦全勝）

双葉山は連勝を40まで伸ばした。
十両優勝
- 春:羽黒山政司（9勝2敗）
- 夏:錦華山大五郎（11勝2敗）

錦華山は春場所も優勝した羽黒山と同点の成績であった。

## ゴルフ

### 世界4大大会（男子）
- マスターズ優勝者：バイロン・ネルソン（アメリカ）
- 全米オープン優勝者：ラルフ・ガルダール（アメリカ）
- 全英オープン優勝者：ヘンリー・コットン（イギリス）
- 全米プロゴルフ優勝者：デニー・シュート（アメリカ）

### メジャー大会（女子）
- ウェスタンオープン優勝：パティ・バーグ
- タイトルホルダーズ選手権優勝：ヘレン・ヒックス

## 自転車競技

### ロードレース
- 第25回ジロ・デ・イタリア
総合優勝：ジーノ・バルタリ（イタリア）
- 第31回ツール・ド・フランス
総合優勝：ロジェ・ラベビー（フランス）

## テニス

### グランドスラム
- 全豪選手権　男子単優勝：ビビアン・マグラス（オーストラリア）、女子単優勝：ナンシー・ウィン（オーストラリア）
- 全仏選手権　男子単優勝：ヘンナー・ヘンケル（ドイツ）、女子単優勝：ヒルデ・スパーリング（ドイツ）
- ウィンブルドン　男子単優勝：ドン・バッジ（アメリカ）、女子単優勝：ドロシー・ラウンド（イングランド）
- 全米選手権　男子単優勝：ドン・バッジ（アメリカ）、女子単優勝：アニタ・リザナ（チリ）

## 野球

### 日本

#### プロ野球
- 春優勝　東京巨人軍　41勝13敗
  - 個人タイトル
    - 最優秀選手　沢村栄治（巨人）
    - 首位打者　　松木謙冶郎（大阪タイガース）．338
    - 本塁打王　　中島冶康（巨人）4本
    - 本塁打王　　松木謙冶郎（大阪タイガース）
    - 打点王　　　景浦將（大阪タイガース）47点
    - 最多安打　　松木謙冶郎（大阪タイガース）70本
    - 最多盗塁　　山口政信（大阪タイガース）29個
    - 最優秀防御率沢村栄治（巨人）0.81
    - 最多勝利　　沢村栄治（巨人）24勝
    - 最多奪三振　沢村栄治（巨人）196個
    - 最高勝率　　沢村栄治（巨人）．857
- 秋優勝　タイガース　39勝9敗
  - 個人タイトル
    - 最優秀選手　　ハリス（イーグルス）
    - 首位打者　　　景浦将（タイガース）．333
    - 本塁打王　　　高橋吉雄（イーグルス）6本
    - 打点王　　　　中島冶康（巨人）37点
    - 最多安打　　　ハリス（イーグルス）62本
    - 最多盗塁　　　島秀之助（名古屋金鯱軍）22個
    - 最多盗塁　　　鬼頭数雄（ライオン軍）
    - 最優秀防御率　西村幸生（タイガース）1.48
    - 最多勝利　　　西村幸生（タイガース）15勝
    - 最多勝利　　　スタルヒン（巨人）
    - 最多勝利　　　野口明
    - 最多奪三振　　沢村栄治（巨人）129個
    - 最高勝率　　　御園生崇男（タイガース）1.000

#### 東京大学野球
- 春 - 明大が9勝1敗で優勝。
- 秋 - 明大が8勝1敗1分で連続優勝。

#### 中等野球
- 第14回選抜中等学校野球大会決勝（阪神甲子園球場・4月4日）
浪華商業（大阪府） 2-0 中京商業（愛知県）
- 第23回全国中等学校優勝野球大会決勝（阪神甲子園球場・8月20日）
中京商業（愛知県） 3-1 熊本工業（熊本県）

### アメリカ大リーグ
- ワールドシリーズ
ニューヨーク・ヤンキース（ア・リーグ） （4勝1敗） ニューヨーク・ジャイアンツ（ナ・リーグ）

## 誕生
- 1月5日 - 桑田武（神奈川県、野球、+1991年）
- 1月6日 - ルドビク・ダネク（チェコ、陸上競技、+1998年）
- 1月9日 - 森祇晶（岐阜県、野球）
- 1月18日 - 上田利治（徳島県、野球、+2017年）
- 1月18日 - 遠藤幸雄（秋田県、体操、+2009年）
- 1月20日 - アイク生原（福岡県、野球、+1994年）
- 2月4日 - マグナー・ソルベリ（ノルウェー、バイアスロン）
- 2月9日 - クリート・ボイヤー（アメリカ、野球、+2007年）
- 2月12日 - チャールズ・デュマス（アメリカ、陸上競技、+2004年）
- 3月18日 - 富士錦章（山梨県、相撲、+2003年）
- 3月26日 - 和田博実（大分県、野球、+2009年）
- 4月15日 - 和田明（東京都、野球、+1992年）
- 4月21日 - 須藤豊（高知県、野球）
- 6月10日 - 稲尾和久（大分県、野球、+2007年）
- 8月3日 - アンドレス・ヒメノ（スペイン、テニス、+2019年）
- 8月8日 - 藤本勝巳（和歌山県、野球）
- 8月18日 - 豊山勝男（新潟県、相撲）
- 8月30日 - ブルース・マクラーレン（イギリス、レーシングドライバー、+1970年）
- 9月2日 - 阿南準郎（大分県、野球）
- 9月4日 - ドーン・フレーザー（オーストラリア、水泳）
- 9月24日 - 大豪久照（香川県、相撲、+1983年）
- 10月11日 - ボビー・チャールトン（イギリス、サッカー）
- 10月20日 - 増沢末夫（北海道、競馬）
- 11月26日 - レオ・ラクロア（フランス、アルペンスキー）
- 12月30日 - ゴードン・バンクス（イギリス、サッカー、+2019年）

## 死去
- 3月20日 - ハリー・バードン（イギリス、ゴルフ、*1870年）
- 5月11日 - エレン・ハンセル（アメリカ、テニス、*1869年）
- 9月2日 - ピエール・ド・クーベルタン（フランス、IOC会長、*1863年）
- 9月29日 - エルンスト・ホッペンベルク（ドイツ、水泳、*1878年）
- 9月29日 - レイ・ユーリー（アメリカ、陸上競技、*1873年）